# Триада на Бек
Триадата на Бек (на английски: Beck's triad, Бекс трайъд) е клиничен признак на спешната медицинска ситуация сърдечна тампонада и е комбинация от следните симптоми:
- ниско артериално кръвно налягане;
- разширени шийни вени;
- приглушени сърдечни тонове при преслушване.[2][3]

По отношение на пулсус парадоксус (ПП) – по време на вдишване пулсът може да изчезне или значително да утихне при палпиране (напипване). Клинически съществен ПП може да се определи само ако пациентът диша нормално. Когато ПП се наблюдава само при дълбоко поемане на въздух е необходимо да се интерпретира внимателно. Ако пациентът е на командно дишане с високи инспирационни обеми или високо положително крайно експираторно налягане, пулсът може да е неправилен показател поради увеличеното налягане в гръдния кош и намаленото връщане на кръв в дясното предсърдие – затихване на пулса при вдишване (и намалено артериално кръвно налягане). Най-точно е определянето на ПП със сфигмоманометрия: при наличие на ПП първият звук на Коротков се чува само през фаза на издишване (експирация).

## Физиология
Падът на артериалното налягане се дължи на намаляването на ударния обем на сърцето. От акумулирането на течности или други материали в перикардната торбичка се затормозява отпускането на сърдечния мускул, а оттам и пълненето на сърцето през време на диастола. Намаленият ударен обем влияе на минутния обем (дебит) на сърцето. Минутният дебит е произведение на ударния обем и честотата на пулса. Оттам и падането на артериалното налягане, което от своя страна зависи от минутния обем на сърцето. От намаленото пълнене на сърцето през диастолата се забавя дренажа на горната и долната кухи вени (на лат. inferior et superior venae cavae) и оттам се наблюдават изпълнени шийни вени в изправено или седнало положение.
Приглушените сърдечни тонове се дължат на амортизиращото действие на заобикалящата ефузия (излив) непозволяваща на сърцето да се кръвонапълни. Обикновено затварянето на клапите (виж илюстрацията) е бърз и „експлозивен“ процес. Аналогия от домакинската практика на затварянето на сърдечните клапи е „тупането на одеяло“ от двама души. При достатъчно разстояние и опън звукът е ясен и силен. Ако опъването е слабо и краищата са близо „тупането“, т.е. затварянето на клапите е вяло.

## Клинична значимост
Макар в класическия си вид триадата да се наблюдава само при малък брой тампонади, нейното присъствие е признак на крайна и неотложна спешност и обикновено не е добър знак ако пациентът е далеч от специализирано заведение за медицинска помощ, с възможности за извършване на перикардиосентеза. На първо време при полеви условия може да не е очевидно за медицинския персонал, че се касае за тампонада. Те ще дадат първа помощ като при други видове шок и ще транспортират пациента до спешно отделение или болница. В страни, където полевите медици имат по-стабилна подготовка и са уверени в хирургическите си умения стават извършвания на торакотомии на полеви начала, за да се спаси пациента, но рядко..